# Estrella López
Estrella López Sheriff (Madrid, 22 de diciembre de 1992) es una deportista española que compite en judo. Ganó una medalla de bronce en el Campeonato Europeo de Judo de 2020, en la categoría de –52 kg.

## Palmarés internacional
| Campeonato Europeo | Campeonato Europeo      | Campeonato Europeo | Campeonato Europeo |
| Año                | Lugar                   | Medalla            | Categoría          |
| ------------------ | ----------------------- | ------------------ | ------------------ |
| 2020               | Praga (República Checa) | Medalla de bronce  | –52 kg             |